# Partido Comunista de Bélgica
Partido Comunista de Bélgica (KPB/PCB, en flamenco:Kommunistische Partij van België, en francés:Parti Communiste de Belgique) fue un partido político de Bélgica.

## Historia

### Orígenes del KPB/PCB
Desde sus orígenes el Partido Comunista de Bélgica (KPB-PCB) se apoyó en una clase obrera industrial en plena expansión. El KPB/PCB surgió a partir de la unión de un pequeño grupo (300 miembros) de Amigos del Explotado de Joseph Jacquemotte formado en torno al periódico "L'Exploité" -encuadrados en las posiciones de la tercera Internacional- con otro grupo menor en número, 200 miembros, dirigido por War Van Overstraeten, siendo cronológicamente previo el grupo de Joseph Jacquemotte. Esta diferencia de algunos meses al final resultaría relevante al marcar las diferencias entre dos orientaciones divergentes.  
El grupo de War Van Overstraeten fue antisindicalista y antiparlamentario, y próximo a las fórmulas empleadas por los soviets en Rusia. En cambio, el movimiento de Joseph Jacquemotte era más próximo a la socialdemocracia de entonces. Por lo cual, el Partido Comunista de Bélgica fue creado por la fusión de ambos grupos en un congreso celebrado en Anderlecht durante los días 3 y 4 de septiembre de 1921, partiendo de una militancia de unos 500 afiliados como la sección belga de la Internacional Comunista.

### Período de entreguerras
El KPB/PCB siguió la política de la Comintern colaborando activamente en el movimiento sindical sufriendo una primera reforma importante en 1925, debido a la bolchevización del partido. Se sustituyó la estructura socialdemócrata de secciones locales por el de células de empresas en aras de facilitar el contacto directo con los trabajadores belgas. En 1927, cuando se abrió el debate relativo a la oposición rusa de Trotski, una mayoría de los miembros, agrupada alrededor de War Van Overstraeten, se solidarizó con los trotskistas y fue apartada del partido provocando que la pérdida de la mitad de la militancia.
El KPB/PCB consiguió afianzarse entre las clases populares durante los años 30 empeñado actuar como portavoz de las clases más humildes, logrando incrementar su credibilidad y reputación mediante la adhesión de diversos intelectuales belgas (Achille Chavée, Charles Plisnier) al partido. En diciembre de 1932 el KPB/PCB había incrementado su militancia hasta la cifra de 3241 miembros.
En octubre de 1936, el líder histórico Joseph Jacquemotte falleció. El liderazgo del partido sería reemplazado por un triunvirato compuesto de Xavier Relecom, Georges Van den Boom y Julien Lahaut. Este último será uno de los protagonistas de la ayuda prestada a la República española en la guerra civil española a pesar de los obstáculos puestos por el gobierno, mediante militantes comunistas que pasaron a engrosar las filas de las conocidas Brigadas internacionales, siendo destacable el papel desempeñado por Raoul Baligand como teniente coronel de una de dichas Brigadas. 
En mayo de 1936, el KPB/PCB obtuvo 9 diputados y 4 senadores, afianzándose especialmente en los grandes centros industriales valones, donde el partido logra sobre el 10 % de los votos. En 1939 la militancia ya ascendía a 10 000 miembros, de los que sólo 1700 eran flamencos, lo cual reflejaba la posición marginal que ostentaba en Flandes y su amplia base valona durante los años 30.

### Segunda Guerra Mundialy liberación de Bélgica
El pacto de no agresión entre la URSS y el III Reich causó indignación en el seno del KPB/PCB, lo cual provocó el enfrentamiento entre dos facciones. Por un lado los que tenían en consideración el respaldo que dio la III Internacional a Joseph Jacquemotte en su lucha contra el trotskismo, y por otro los que consideraron que la llegada del nazismo al poder suponía la sustitución de la democracia burguesa por la dictadura terrorista declarada de una fracción de la burguesía, y no podían mantenerse al margen de lo que se avecinaba. Los excombatientes de la guerra civil española mostraron su disposición a combatir contra los nazis pese a su afecto hacia la URSS. El 22 de junio de 1941 Alemania invadió la URSS lo cual agrupó de nuevo a los comunistas belgas, la invasión alemana de Bélgica provocó numerosas detenciones de militantes comunistas por parte de la Gestapo. Durante 1944 numerosos belgas, entre ellos comunistas, ingresaron en las filas de los ejércitos británicos y estadounidenses para combatir al nazismo.

### Después de 1945
Posteriormente a la Segunda Guerra Mundial el KPB/PCB decayó gradualmente tanto en número de militantes como de votantes especialmente condicionados por los avatares de la Guerra Fría. Destacó su participación en la llamada gran huelga de 1960-61, aunque posteriormente su influencia en la clase obrera se vio disminuida y cuestionada debido en primer lugar a los sucesos de la Primavera de Praga de 1968, y en segundo lugar a la crisis industrial de los años 70 que afectó gravemente a la industria pesada: minas de hulla, siderurgia, construcción ferroviaria, todos ellos sectores donde el KPB/PCB lograba más apoyos, desembocando en un proceso de terciarización de la actividad económica belga.
El nuevo panorama económico y el predominio político de la socialdemocracia llevó al KPB/PCB a tener agrios debates internos en torno a lo que debían considerar como nuevos terrenos de lucha obrera, lo cual acabó provocando cierta paralización de la actividad del partido, limitándose sus reivindicaciones a cuestiones medioambientales, aborto libre, libertad sexual, etc., lo que provocó la pérdida de gran parte de su base social.
El crecimiento de la fractura social belga en torno al nacionalismo lingüístico entre flamencos y valones no fue ajeno al KPB/PCB, dividiéndose éste en 1989 en dos nuevos partidos: el Partido Comunista (Valonia) y el Partido Comunista (Flandes).

## Presidentes del KPB/PCB
| Período   | Presidente      |
| --------- | --------------- |
| 1945-1950 | Julien Lahaut   |
| 1954-1968 | Ernest Burnelle |
| 1968-1972 | Marc Drumaux    |
| 1972-1989 | Louis Van Geyt  |

## Resultados electorales
|  | 1,64 % |

|  | 1,90 % |

|  | 2,90 % |

|  | 6,06 % |

|  | 4,65 % |

|  | 12,69 % |

|  | 7,49 % |

|  | 4,70 % |

|  | 3,60 % |

|  | 1,90 % |

|  | 3,10 % |

|  | 4,60 % |

|  | 3,20 % |

|  | 3,02 % |

|  | 2,04 % |

|  | 2,72 % |

|  | 3,26 % |

|  | 2,31 % |

|  | 1,18 % |

|  | 0,80 % |